# Stazione di Salve-Ruggiano
La stazione di Salve-Ruggiano è una stazione ferroviaria al servizio del comune di Salve (e della rispettiva frazione Ruggiano), posta sulla linea Novoli-Gagliano del Capo. Gestita dalle Ferrovie del Sud Est, è entrata in servizio nel 1911, assieme al tronco Casarano-Gagliano della linea Novoli-Gagliano del Capo.

## Servizi
La stazione dispone di:
- Biglietteria a sportello e automatica
- Servizi igienici
- Area per l'attesa
- Accessibilità per portatori di handicap
- Fermata autolinee extraurbane

## Movimento
La stazione è servita dai treni regionali svolti dalle Ferrovie del Sud Est nella relazione Lecce - Gagliano Leuca via le linee 2 e 3.